# 沥青瓦

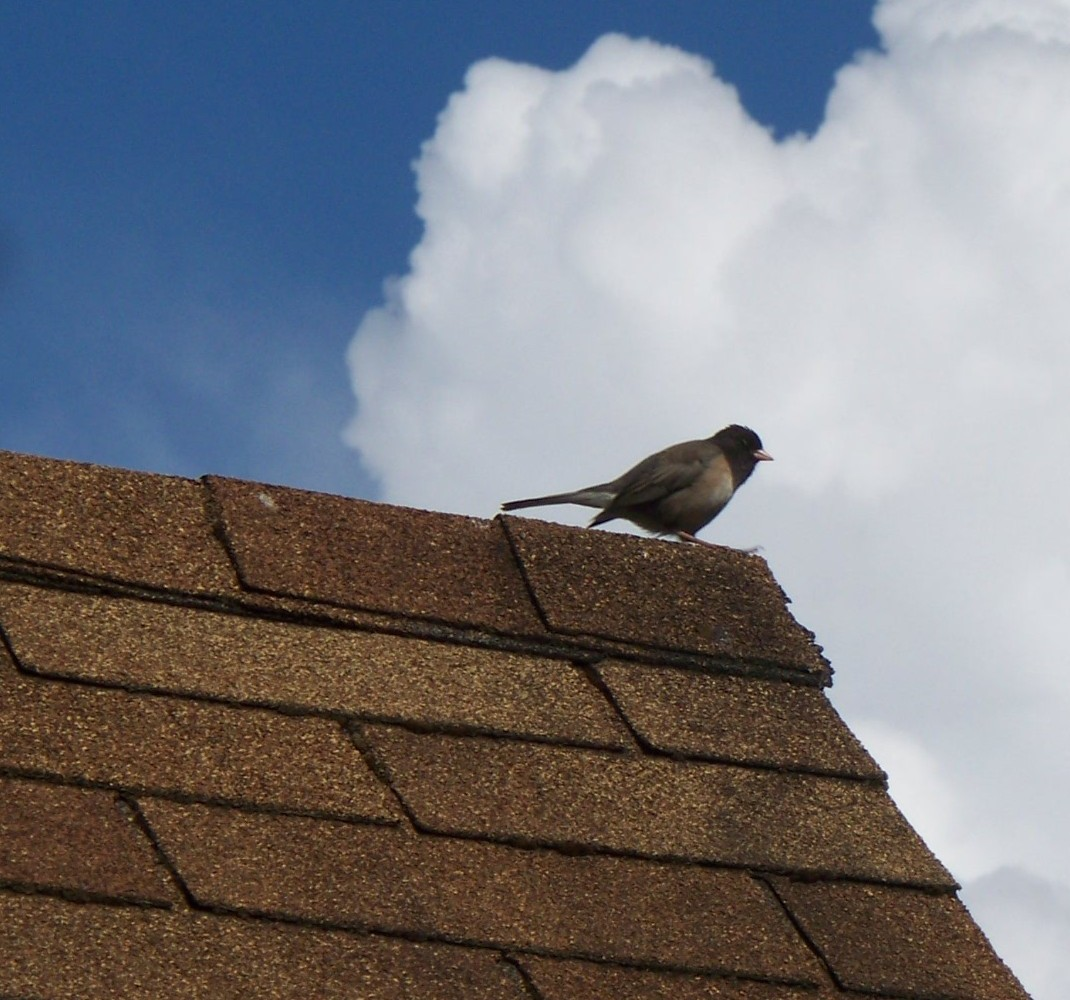
沥青瓦

沥青瓦又称玻纤瓦、油毡瓦，是北美常見的一種屋顶材料。沥青瓦以玻璃纤维为內核，表面又涂有沥青以及彩色矿物顆粒。 1903年，首批沥青瓦投入使用。 截至1911年，沥青瓦已推廣到美国部分地区。